# Sherbrooke Lake, British Columbia
Sherbrooke Lake är en sjö i Kanada.   Den ligger i provinsen British Columbia, i den centrala delen av landet, 3 000 km väster om huvudstaden Ottawa. Sherbrooke Lake ligger 1 802 meter över havet. Arean är 0,33 kvadratkilometer. Den sträcker sig 1,3 kilometer i nord-sydlig riktning, och 0,6 kilometer i öst-västlig riktning.
Trakten runt Sherbrooke Lake består i huvudsak av gräsmarker. Trakten runt Sherbrooke Lake är nära nog obefolkad, med mindre än två invånare per kvadratkilometer.